# Sericoptera virginaria
Sericoptera virginaria är en fjärilsart som beskrevs av George Duryea Hulst 1886. Sericoptera virginaria ingår i släktet Sericoptera och familjen mätare. Inga underarter finns listade i Catalogue of Life.